# Basketball Champions League 2020-2021
La Basketball Champions League 2020-2021 è la 5ª edizione della principale competizione europea per club di pallacanestro organizzata da FIBA Europe e si svolge dal 15 settembre 2020 al 9 maggio 2021.

## Formato
Partecipano alla stagione regolare 32 squadre, 28 qualificate direttamente e altre quattro provenienti dai turni preliminari disputati da 16 compagini. La partecipazione alla Champions League avviene tramite il piazzamento nei campionati nazionali della precedente stagione secondo il ranking stabilito dalla FIBA, in caso che una squadra che ne abbia diritto rinunci, il suo posto può essere occupato sia da una squadra della stessa nazione che da quella di un altro paese.
Ogni squadra deve schierare un minimo di cinque giocatori di formazione nazionale nel caso porti a referto più di dieci giocatori, in caso contrario almeno quattro.

## Partecipanti
Un totale di 44 squadre provenienti da 25 Paesi partecipano alla competizione.
- 1º, 2º, etc.: Posizione nel campionato nazionale
- BCL: Squadra qualificata in base alla partecipazione nell'edizione precedente

| Stagione regolare       | Stagione regolare      | Stagione regolare      | Stagione regolare        |
| ----------------------- | ---------------------- | ---------------------- | ------------------------ |
| Karşıyaka (2º)          | Cholet (6º)            | N.B. Brindisi (5º)     | Bamberger (5º)           |
| Galatasaray (3º)        | Limoges CSP (8º)       | Fortitudo Bologna (8º) | VEF Rīga (1º)            |
| Tofaş Bursa (5º)        | S.P. Burgos (4º)       | AEK Atene (2º)         | Rytas Vilnius (2º)       |
| Darüşşafaka (6º)        | Saragozza (6º)         | Peristeri(3º)          | Start Lublino (2º)       |
| Türk Telekom (BCL QF)   | Canarias Tenerife (7º) | H. Gerusalemme (3º)    | Nymburk (1º)             |
| Digione (BCL)           | Bilbao Berri (8º)      | Hapoel Holon (5º)      | Nižnij Novgorod (BCL OT) |
| Strasburgo (BCL)        | Dinamo Sassari (2º)    | Ostenda (1º)           | Falco Szombathely (1°)   |
| Turno di qualificazione |                        |                        |                          |
| Mons-Hainaut (2º)       | Keravnos (1º)          | Hapoel Tel Aviv (8º)   | Sporting CP (1°)         |
| Cmoki Minsk             | Bakken Bears (1º)      | Neptūnas Klaipėda (4º) | U Cluj (1º)              |
| Igokea (1º)             | Īraklīs Salonicco(7º)  | Donar Groningen (2º)   | Fribourg Olympic (1º)    |
| Balkan Botevgrad (1º)   | London Lions (2º)      | Włocławek (3º)         | Dnipro (1º)              |

Note
- I campionati nazionali di Turchia, Francia, Italia, Grecia, Belgio, Repubblica Ceca, Ungheria, Lettonia, Lituania, Polonia, Bosnia, Bulgaria, Cipro, Danimarca, Inghilterra, Paesi Bassi, Portogallo, Romania e Svizzera sono stati interrotti per la pandemia di COVID-19 per questo le squadre si sono qualificate con la posizione assegnata prima dell'interruzione.

## Date
| Fase              | Turno                           | Data sorteggio   | Gara-1               | Gara-2               | Gara-3               |
| ----------------- | ------------------------------- | ---------------- | -------------------- | -------------------- | -------------------- |
| Preliminari       | Primo turno di qualificazione   | 15 luglio 2020   | 22–23 settembre 2020 | 22–23 settembre 2020 | 22–23 settembre 2020 |
| Preliminari       | Secondo turno di qualificazione | 15 luglio 2020   | 24–25 settembre 2020 | 24–25 settembre 2020 | 24–25 settembre 2020 |
| Stagione regolare | 1ª giornata                     | 15 luglio 2020   | 13–14 ottobre 2020   | 13–14 ottobre 2020   | 13–14 ottobre 2020   |
| Stagione regolare | 2ª giornata                     | 15 luglio 2020   | 20–21 ottobre 2020   | 20–21 ottobre 2020   | 20–21 ottobre 2020   |
| Stagione regolare | 3ª giornata                     | 15 luglio 2020   | 27–28 ottobre 2020   | 27–28 ottobre 2020   | 27–28 ottobre 2020   |
| Stagione regolare | 4ª giornata                     | 15 luglio 2020   | 3–4 novembre 2020    | 3–4 novembre 2020    | 3–4 novembre 2020    |
| Stagione regolare | 5ª giornata                     | 15 luglio 2020   | 10–11 novembre 2020  | 10–11 novembre 2020  | 10–11 novembre 2020  |
| Stagione regolare | 6ª giornata                     | 15 luglio 2020   | 17–18 novembre 2020  | 17–18 novembre 2020  | 17–18 novembre 2020  |
| Stagione regolare | 7ª giornata                     | 15 luglio 2020   | 8–9 dicembre 2020    | 8–9 dicembre 2020    | 8–9 dicembre 2020    |
| Stagione regolare | 8ª giornata                     | 15 luglio 2020   | 15–16 dicembre 2020  | 15–16 dicembre 2020  | 15–16 dicembre 2020  |
| Stagione regolare | 9ª giornata                     | 15 luglio 2020   | 22–23 dicembre 2020  | 22–23 dicembre 2020  | 22–23 dicembre 2020  |
| Stagione regolare | 10ª giornata                    | 15 luglio 2020   | 5–6 gennaio 2021     | 5–6 gennaio 2021     | 5–6 gennaio 2021     |
| Stagione regolare | 11ª giornata                    | 15 luglio 2020   | 12–13 gennaio 2021   | 12–13 gennaio 2021   | 12–13 gennaio 2021   |
| Stagione regolare | 12ª giornata                    | 15 luglio 2020   | 19–20 gennaio 2021   | 19–20 gennaio 2021   | 19–20 gennaio 2021   |
| Stagione regolare | 13ª giornata                    | 15 luglio 2020   | 26–27 gennaio 2021   | 26–27 gennaio 2021   | 26–27 gennaio 2021   |
| Stagione regolare | 14ª giornata                    | 15 luglio 2020   | 2–3 febbraio 2021    | 2–3 febbraio 2021    | 2–3 febbraio 2021    |
| Play-off          | Ottavi di finale                |                  | 2–3 marzo 2021       | 9–10 marzo 2021      | 16–17 marzo 2021     |
| Play-off          | Quarti di finale                | 23–24 marzo 2021 | 30-31 marzo 2021     | 6–7 aprile 2021      |                      |
| Final Four        | Semifinali                      |                  | 7 maggio 2021        | 7 maggio 2021        | 7 maggio 2021        |
| Final Four        | Finale                          | 9 maggio 2021    | 9 maggio 2021        | 9 maggio 2021        |                      |

## Preliminari
Il 25 agosto 2020 è stata annunciata una modifica, a causa della pandemia di COVID-19, del format dei turni preliminari della competizione da un sistema di partite da disputarsi in casa e trasferta a un sistema a gironi con partite singole, in modo da proteggere la salute e garantire la sicurezza dei giocatori, allenatori e arbitri, e per organizzare in modo opportuno le operazioni di gara.
In questo modo sono stati creati quattro gironi con quattro squadre ciascuno, dove vengono disputate due gare di semifinali (in sostituzione del primo turno preliminare) e una gara finale (in sostituzione del secondo turno preliminare). Questi tornei di qualificazione sono stati organizzati in due località differenti:
- Gruppo A e B: Eleftheria Indoor Hall, Nicosia, Cipro.
- Gruppo C e D: Arena Botevgrad, Botevgrad, Bulgaria.

### Sorteggio
Le 16 squadre partecipanti al primo turno di qualificazione sono state divise in quattro fasce in base al loro punteggio ottenuto nelle precedenti edizioni di Basketball Champions League, mentre per le squadre alla prima apparizione è stato assegnato il punteggio ottenuto nel proprio campionato nazionale.
| Team             | P.ti |
| ---------------- | ---- |
| Neptūnas         | 69   |
| Anwil Włocławek  | 28   |
| Fribourg Olympic | 13   |
| Donar Groningen  | 7    |

| Team             | P.ti |
| ---------------- | ---- |
| Cmoki Minsk      | 6    |
| Bakken Bears     | 5    |
| Keravnos         | 3    |
| U-BT Cluj Napoca | 2    |

| Team            | P.ti    |
| --------------- | ------- |
| Balkan          | 1       |
| Hapoel Tel Aviv | 1       |
| Igokea          | 1       |
| Īraklīs         | 106.42† |

| Team                 | P.ti   |
| -------------------- | ------ |
| Belfius Mons-Hainaut | 66.83† |
| Dnipro               | 15.00† |
| Sporting CP          | 6.00†  |
| London Lions         | 1.00†  |

Note
- †: indica i club senza punteggio internazionale, per questo viene assegnato quello del campionato nazionale

### Risultati

#### Gruppo A
|  | Semifinali      | Semifinali      | Semifinali   |              |              | Finale       | Finale | Finale |  |
|  |                 |                 |              |              |              |              |        |        |  |
|  | Bakken Bears    | Bakken Bears    | 91           |              |              |              |        |        |  |
|  | Bakken Bears    | Bakken Bears    | 91           |              |              |              |        |        |  |
|  | Hapoel Tel Aviv | Hapoel Tel Aviv | 71           |              |              |              |        |        |  |
|  | Hapoel Tel Aviv | Hapoel Tel Aviv | 71           |              | Bakken Bears | Bakken Bears | 86     |        |  |
|  |                 |                 |              |              | Bakken Bears | Bakken Bears | 86     |        |  |
|  |                 |                 | Mons-Hainaut | Mons-Hainaut | 71           |              |        |        |  |
|  | Włocławek       | Włocławek       | Mons-Hainaut | Mons-Hainaut | 71           | 69           |        |        |  |
|  | Włocławek       | Włocławek       |              |              |              |              |        |        |  |
|  | Mons-Hainaut    | Mons-Hainaut    | 81           |              |              |              |        |        |  |

#### Gruppo B
|  | Semifinali        | Semifinali        | Semifinali      |                 |          | Finale   | Finale | Finale |  |
|  |                   |                   |                 |                 |          |          |        |        |  |
|  | Keravnos          | Keravnos          | 96              |                 |          |          |        |        |  |
|  | Keravnos          | Keravnos          | 96              |                 |          |          |        |        |  |
|  | Īraklīs Salonicco | Īraklīs Salonicco | 94              |                 |          |          |        |        |  |
|  | Īraklīs Salonicco | Īraklīs Salonicco | 94              |                 | Keravnos | Keravnos | 60     |        |  |
|  |                   |                   |                 |                 | Keravnos | Keravnos | 60     |        |  |
|  |                   |                   | Donar Groningen | Donar Groningen | 57       |          |        |        |  |
|  | Donar Groningen   | Donar Groningen   | Donar Groningen | Donar Groningen | 57       | 88       |        |        |  |
|  | Donar Groningen   | Donar Groningen   |                 |                 |          |          |        |        |  |
|  | Dnipro            | Dnipro            | 53              |                 |          |          |        |        |  |

#### Gruppo C
|  | Semifinali       | Semifinali       | Semifinali  |             |        | Finale | Finale | Finale |  |
|  |                  |                  |             |             |        |        |        |        |  |
|  | U Cluj           | U Cluj           | 75          |             |        |        |        |        |  |
|  | U Cluj           | U Cluj           | 75          |             |        |        |        |        |  |
|  | Igokea           | Igokea           | 82          |             |        |        |        |        |  |
|  | Igokea           | Igokea           | 82          |             | Igokea | Igokea | 70     |        |  |
|  |                  |                  |             |             | Igokea | Igokea | 70     |        |  |
|  |                  |                  | Sporting CP | Sporting CP | 64     |        |        |        |  |
|  | Fribourg Olympic | Fribourg Olympic | Sporting CP | Sporting CP | 64     | 78     |        |        |  |
|  | Fribourg Olympic | Fribourg Olympic |             |             |        |        |        |        |  |
|  | Sporting CP      | Sporting CP      | 84          |             |        |        |        |        |  |

#### Gruppo D
|  | Semifinali        | Semifinali        | Semifinali        |                   |             | Finale      | Finale | Finale |  |
|  |                   |                   |                   |                   |             |             |        |        |  |
|  | Cmoki Minsk       | Cmoki Minsk       | 73                |                   |             |             |        |        |  |
|  | Cmoki Minsk       | Cmoki Minsk       | 73                |                   |             |             |        |        |  |
|  | Balkan Botevgrad  | Balkan Botevgrad  | 65                |                   |             |             |        |        |  |
|  | Balkan Botevgrad  | Balkan Botevgrad  | 65                |                   | Cmoki Minsk | Cmoki Minsk | 69     |        |  |
|  |                   |                   |                   |                   | Cmoki Minsk | Cmoki Minsk | 69     |        |  |
|  |                   |                   | Neptūnas Klaipėda | Neptūnas Klaipėda | 59          |             |        |        |  |
|  | Neptūnas Klaipėda | Neptūnas Klaipėda | Neptūnas Klaipėda | Neptūnas Klaipėda | 59          | 77          |        |        |  |
|  | Neptūnas Klaipėda | Neptūnas Klaipėda |                   |                   |             |             |        |        |  |
|  | London Lions      | London Lions      | 73                |                   |             |             |        |        |  |

## Fase a gironi
Un totale di 32 squadre giocano la fase a gironi: 28 squadre con accesso diretto ad essa e le quattro vincitrici dei turni di qualificazione.
Le 32 squadre sono divise in quattro gruppi da otto, con la restrizione che le squadre dello stesso paese non possono finire nello stesso girone. In ciascun gruppo, le squadre si sfidano con match di andata e ritorno in un girone all'italiana. Le migliori quattro squadre di ogni gruppo accedono alla Top 16 ad eliminazione diretta.

### Sorteggio
| Team               | P.ti |
| ------------------ | ---- |
| AEK                | 119  |
| Iberostar Tenerife | 119  |
| ERA Nymburk        | 83   |
| Hapoel Gerusalemme | 79   |

| Team            | P.ti |
| --------------- | ---- |
| Strasburgo      | 68   |
| Filou Ostenda   | 64   |
| Nižnij Novgorod | 61   |
| Brose Bamberg   | 60   |

| Team           | P.ti |
| -------------- | ---- |
| Dinamo Sassari | 51   |
| Hapoel Holon   | 47   |
| JDA Dijon      | 43   |
| Türk Telekom   | 36   |

| Team                | P.ti |
| ------------------- | ---- |
| Pınar Karşıyaka     | 35   |
| Casademont Zaragoza | 34   |
| San Pablo Burgos    | 30   |
| Peristeri           | 26   |

| Team                | P.ti    |
| ------------------- | ------- |
| Falco               | 17      |
| Happy Casa Brindisi | 15      |
| VEF Rīga            | 7       |
| RETAbet Bilbao      | 131.00† |

| Team                     | P.ti    |
| ------------------------ | ------- |
| Cholet                   | 110.58† |
| Limoges CSP              | 110.58† |
| Galatasaray Doğa Sigorta | 107.50† |
| Tofaş                    | 107.50† |

| Team               | P.ti    |
| ------------------ | ------- |
| Darüşşafaka Tekfen | 107.50† |
| Fortitudo Bologna  | 95.00†  |
| Rytas              | 74.33†  |
| Start Lublin       | 44.67†  |

| Team         | P.ti |
| ------------ | ---- |
| Bakken Bears |      |
| Keravnos     |      |
| Igokea       |      |
| Cmoki Minsk  |      |

Note
- †: indica i club senza punteggio internazionale, per questo viene assegnato quello del campionato nazionale

| Fascia    | A                 | B                 | C              | D                 |
| --------- | ----------------- | ----------------- | -------------- | ----------------- |
| 1ª fascia | Canarias Tenerife | Nymburk           | H. Gerusalemme | AEK Atene         |
| 2ª fascia | Strasburgo        | Nižnij Novgorod   | Ostenda        | Bamberger         |
| 3ª fascia | Dinamo Sassari    | Digione           | Türk Telekom   | Hapoel Holon      |
| 4ª fascia | Peristeri         | Saragozza         | S.P. Burgos    | Karşıyaka         |
| 5ª fascia | VEF Rīga          | Falco Szombathely | N.B. Brindisi  | Bilbao Berri      |
| 6ª fascia | Galatasaray       | Tofaş Bursa       | Limoges CSP    | Cholet            |
| 7ª fascia | Rytas Vilnius     | Start Lublino     | Darüşşafaka    | Fortitudo Bologna |
| 8ª fascia | Bakken Bears      | Keravnos          | Igokea         | Cmoki Minsk       |

Il 24 settembre 2020 però è stata annunciata una modifica, a causa della pandemia di COVID-19, del format della fase a gironi passando da quattro gironi ad otto composti da quattro squadre ciascuno, sempre per proteggere la salute e garantire la sicurezza dei giocatori, allenatori e arbitri.

### Risultati e classifiche

#### Gruppo A
| Pos | Squadra            | G | V | P | PF  | PS  | DP  | Qualificazione             |        | TFE   | DIN    | BAK   | GAL   |
| --- | ------------------ | - | - | - | --- | --- | --- | -------------------------- | ------ | ----- | ------ | ----- | ----- |
| 1   | Iberostar Tenerife | 6 | 4 | 2 | 552 | 507 | +45 | Qualificate alla Play-Offs |        | —     | 115–85 | 98–73 | 85–72 |
| 2   | Dinamo Sassari     | 6 | 4 | 2 | 524 | 529 | −5  | Qualificate alla Play-Offs |        | 92–72 | —      | 71–93 | 93–84 |
| 3   | Bakken Bears       | 6 | 3 | 3 | 523 | 507 | +16 |                            |        | 96–78 | 84–91  | —     | 96–78 |
| 4   | Galatasaray        | 6 | 1 | 5 | 495 | 551 | −56 |                            | 89–104 | 81–92 | 91–81  | —     |       |

#### Gruppo B
| Pos | Squadra     | G | V | P | PF  | PS  | DP   | Qualificazione             |       | TOF    | NYM   | JDA   | KER   |
| --- | ----------- | - | - | - | --- | --- | ---- | -------------------------- | ----- | ------ | ----- | ----- | ----- |
| 1   | Tofaş       | 6 | 4 | 2 | 529 | 482 | +47  | Qualificate alla Play-Offs |       | —      | 93–96 | 81–87 | 78–67 |
| 2   | ERA Nymburk | 6 | 4 | 2 | 546 | 473 | +73  | Qualificate alla Play-Offs |       | 97–103 | —     | 94–54 | 96–69 |
| 3   | JDA Dijon   | 6 | 4 | 2 | 457 | 449 | +8   |                            |       | 61–90  | 85–61 | —     | 91–79 |
| 4   | Keravnos    | 6 | 0 | 6 | 402 | 530 | −128 |                            | 74–84 | 69–102 | 44–79 | —     |       |

#### Gruppo C
| Pos | Squadra      | G | V | P | PF  | PS  | DP  | Qualificazione             |       | HOL    | AEK   | CHO   | TSM   |
| --- | ------------ | - | - | - | --- | --- | --- | -------------------------- | ----- | ------ | ----- | ----- | ----- |
| 1   | Hapoel Holon | 6 | 4 | 2 | 479 | 455 | +24 | Qualificate alla Play-Offs |       | —      | 77–71 | 73–63 | 69–79 |
| 2   | AEK          | 6 | 4 | 2 | 514 | 492 | +22 | Qualificate alla Play-Offs |       | 100–96 | —     | 83–81 | 95–69 |
| 3   | Cholet       | 6 | 2 | 4 | 458 | 468 | −10 |                            |       | 71–89  | 79–70 | —     | 89–71 |
| 4   | Tsmoki-Minsk | 6 | 2 | 4 | 462 | 498 | −36 |                            | 71–75 | 90–95  | 82–75 | —     |       |

#### Gruppo D
| Pos | Squadra             | G | V | P | PF  | PS  | DP  | Qualificazione             |       | ZAR   | NIZ   | FAL   | LUB   |
| --- | ------------------- | - | - | - | --- | --- | --- | -------------------------- | ----- | ----- | ----- | ----- | ----- |
| 1   | Casademont Zaragoza | 6 | 5 | 1 | 527 | 504 | +23 | Qualificate alla Play-Offs |       | —     | 78–75 | 85–76 | 94–82 |
| 2   | Nižnij Novgorod     | 6 | 4 | 2 | 496 | 463 | +33 | Qualificate alla Play-Offs |       | 92–98 | —     | 73–68 | 78–65 |
| 3   | Falco Szombathely   | 6 | 3 | 3 | 493 | 471 | +22 |                            |       | 94–86 | 88–93 | —     | 84–75 |
| 4   | Start Lublin        | 6 | 0 | 6 | 432 | 510 | −78 |                            | 85–86 | 66–85 | 59–83 | —     |       |

#### Gruppo E
| Pos | Squadra              | G | V | P | PF  | PS  | DP  | Qualificazione             |       | SIG   | VEF    | PER   | RYT   |
| --- | -------------------- | - | - | - | --- | --- | --- | -------------------------- | ----- | ----- | ------ | ----- | ----- |
| 1   | SIG Strasbourg       | 6 | 4 | 2 | 492 | 466 | +26 | Qualificate alla Play-Offs |       | —     | 101–94 | 77–57 | 81–83 |
| 2   | VEF Rīga             | 6 | 4 | 2 | 482 | 457 | +25 | Qualificate alla Play-Offs |       | 75–77 | —      | 60–57 | 84–60 |
| 3   | Peristeri Winmasters | 6 | 2 | 4 | 458 | 462 | −4  |                            |       | 76–79 | 81–84  | —     | 81–74 |
| 4   | Rytas                | 6 | 2 | 4 | 467 | 514 | −47 |                            | 81–77 | 81–85 | 88–106 | —     |       |

#### Gruppo F
| Pos | Squadra           | G | V | P | PF  | PS  | DP   | Qualificazione             |        | BRO   | KAR   | BIL   | FOR   |
| --- | ----------------- | - | - | - | --- | --- | ---- | -------------------------- | ------ | ----- | ----- | ----- | ----- |
| 1   | Brose Bamberg     | 6 | 6 | 0 | 509 | 429 | +80  | Qualificate alla Play-Offs |        | —     | 83–82 | 90–75 | 83–68 |
| 2   | Pınar Karşıyaka   | 6 | 4 | 2 | 476 | 441 | +35  | Qualificate alla Play-Offs |        | 70–76 | —     | 85–86 | 80–69 |
| 3   | RETAbet Bilbao    | 6 | 2 | 4 | 445 | 451 | −6   |                            |        | 71–77 | 72–81 | —     | 82–54 |
| 4   | Fortitudo Bologna | 6 | 0 | 6 | 383 | 492 | −109 |                            | 63–100 | 65–78 | 64–69 | —     |       |

#### Gruppo G
| Pos | Squadra            | G | V | P | PF  | PS  | DP  | Qualificazione             |       | TTE   | IGO   | HAP   | LIM   |
| --- | ------------------ | - | - | - | --- | --- | --- | -------------------------- | ----- | ----- | ----- | ----- | ----- |
| 1   | Türk Telekom       | 6 | 5 | 1 | 487 | 477 | +10 | Qualificate alla Play-Offs |       | —     | 94–86 | 98–94 | 76–73 |
| 2   | Igokea             | 6 | 3 | 3 | 457 | 470 | −13 | Qualificate alla Play-Offs |       | 77–66 | —     | 75–73 | 76–73 |
| 3   | Hapoel Gerusalemme | 6 | 2 | 4 | 492 | 482 | +10 |                            |       | 77–78 | 84–68 | —     | 81–75 |
| 4   | Limoges CSP        | 6 | 2 | 4 | 459 | 466 | −7  |                            | 70–75 | 80–75 | 88–83 | —     |       |

#### Gruppo H
| Pos | Squadra             | G | V | P | PF  | PS  | DP  | Qualificazione             |       | SPB   | BRI   | OOS   | DAR    |
| --- | ------------------- | - | - | - | --- | --- | --- | -------------------------- | ----- | ----- | ----- | ----- | ------ |
| 1   | San Pablo Burgos    | 6 | 5 | 1 | 543 | 470 | +73 | Qualificate alla Play-Offs |       | —     | 93–71 | 88–73 | 100–70 |
| 2   | Happy Casa Brindisi | 6 | 4 | 2 | 521 | 508 | +13 | Qualificate alla Play-Offs |       | 86–90 | —     | 93–81 | 92–81  |
| 3   | Filou Oostende      | 6 | 2 | 4 | 484 | 517 | −33 |                            |       | 99–98 | 80–92 | —     | 77–67  |
| 4   | Darüşşafaka Tekfen  | 6 | 1 | 5 | 451 | 504 | −53 |                            | 71–74 | 83–87 | 79–74 | —     |        |

## Play-Off

### Squadre classificate e sorteggio
Partecipano ai Play-Off i 16 club che si sono classificati al primo o al secondo posto nei rispettivi gruppi della fase a gironi della Basketball Champions League.
Il sorteggio è stato effettuato il 2 febbraio 2021 presso la Patrick Baumann House of Basketball a Mies, Svizzera.
Le squadre vengono ancora divise in quattro gruppi, ognuno composto da 2 squadre teste di serie e 2 non teste di serie. Il meccanismo dei sorteggi è il seguente: sono "teste di serie" le 8 squadre vincitrici dei gironi di Basketball Champions League, mentre non sono "teste di serie" le 8 seconde di ciascun gruppo. In questa fase non possono incontrarsi squadre provenienti dallo stesso girone ma viene concesso che squadre della stessa nazione possano scontrarsi.
| Teste di serie | Non teste di serie |

| Gruppo | Primo posto       | Secondo posto   |
| ------ | ----------------- | --------------- |
| A      | Canarias Tenerife | Dinamo Sassari  |
| B      | Tofaş Bursa       | Nymburk         |
| C      | Hapoel Holon      | AEK Atene       |
| D      | Saragozza         | Nižnij Novgorod |
| E      | Strasburgo        | VEF Rīga        |
| F      | Bamberger         | Karşıyaka       |
| G      | Türk Telekom      | Igokea          |
| H      | S.P. Burgos       | N.B. Brindisi   |

#### Gruppo I
| Pos | Squadra             | G | V | P | PF  | PS  | DP  | Pt | Qualificazione               |       | HOL   | KAR   | BRI    | TOF   |
| --- | ------------------- | - | - | - | --- | --- | --- | -- | ---------------------------- | ----- | ----- | ----- | ------ | ----- |
| 1   | Hapoel Holon        | 6 | 4 | 2 | 472 | 483 | −11 | 10 | Qualificate alle Final Eight |       | —     | 63–72 | 81–79  | 71–90 |
| 2   | Pınar Karşıyaka     | 6 | 3 | 3 | 491 | 471 | +20 | 9  | Qualificate alle Final Eight |       | 76–77 | —     | 107–88 | 78–70 |
| 3   | Happy Casa Brindisi | 6 | 3 | 3 | 503 | 501 | +2  | 9  |                              |       | 85–87 | 83–79 | —      | 77–75 |
| 4   | Tofaş               | 6 | 2 | 4 | 478 | 489 | −11 | 8  |                              | 81–93 | 90–79 | 72–91 | —      |       |

#### Gruppo J
| Pos | Squadra            | G | V | P | PF  | PS  | DP  | Pt | Qualificazione               |       | TFE    | SPB   | IGO   | VEF   |
| --- | ------------------ | - | - | - | --- | --- | --- | -- | ---------------------------- | ----- | ------ | ----- | ----- | ----- |
| 1   | Iberostar Tenerife | 6 | 5 | 1 | 484 | 426 | +58 | 11 | Qualificate alle Final Eight |       | —      | 89–60 | 80–75 | 77–64 |
| 2   | San Pablo Burgos   | 6 | 4 | 2 | 462 | 436 | +26 | 10 | Qualificate alle Final Eight |       | 101–79 | —     | 83–71 | 76–75 |
| 3   | Igokea             | 6 | 3 | 3 | 440 | 453 | −13 | 9  |                              |       | 62–82  | 77–75 | —     | 64–58 |
| 4   | VEF Rīga           | 6 | 0 | 6 | 381 | 452 | −71 | 6  |                              | 64–77 | 45–67  | 75–91 | —     |       |

#### Gruppo K
| Pos | Squadra         | G | V | P | PF  | PS  | DP  | Pt | Qualificazione               |       | NIZ   | SIG   | AEK   | TTE   |
| --- | --------------- | - | - | - | --- | --- | --- | -- | ---------------------------- | ----- | ----- | ----- | ----- | ----- |
| 1   | Nižnij Novgorod | 6 | 4 | 2 | 506 | 457 | +49 | 10 | Qualificate alle Final Eight |       | —     | 87–97 | 88–60 | 96–82 |
| 2   | SIG Strasbourg  | 6 | 3 | 3 | 491 | 474 | +17 | 9  | Qualificate alle Final Eight |       | 68–73 | —     | 91–73 | 91–81 |
| 3   | AEK             | 6 | 3 | 3 | 429 | 468 | −39 | 9  |                              |       | 79–78 | 77–68 | —     | 74–65 |
| 4   | Türk Telekom    | 6 | 2 | 4 | 460 | 487 | −27 | 8  |                              | 71–84 | 83–76 | 78–66 | —     |       |

#### Gruppo L
| Pos | Squadra             | G | V | P | PF  | PS  | DP  | Pt | Qualificazione               |       | NYM   | ZAR    | BRO   | DIN    |
| --- | ------------------- | - | - | - | --- | --- | --- | -- | ---------------------------- | ----- | ----- | ------ | ----- | ------ |
| 1   | ERA Nymburk         | 6 | 5 | 1 | 532 | 497 | +35 | 11 | Qualificate alle Final Eight |       | —     | 98–78  | 91–87 | 90–89  |
| 2   | Casademont Zaragoza | 6 | 4 | 2 | 521 | 522 | −1  | 10 | Qualificate alle Final Eight |       | 90–71 | —      | 77–65 | 105–88 |
| 3   | Brose Bamberg       | 6 | 2 | 4 | 513 | 504 | +9  | 8  |                              |       | 80–91 | 117–76 | —     | 92–86  |
| 4   | Dinamo Sassari      | 6 | 1 | 5 | 502 | 545 | −43 | 7  |                              | 73–91 | 83–95 | 83–72  | —     |        |

## Final Eight
A causa della pandemia di COVID-19, la fase finale della Basketball Champions League è stata modificata con l'introduzione delle Final Eight al posto delle Final Four. Le migliori otto squadre dei play-off si qualificheranno ad una fase ad eliminazione diretta che è iniziata il 5 di maggio 2021. Al termine dei play-off Nizhni Novgorod, la sesta più grande città della Russia, è stata scelta come sede delle final eight, che si svolgono fra il 5 e il 9 maggio 2021.
|  | Quarti di finale  | Quarti di finale |             |           | Semifinali                | Semifinali                |  |  | Finale | Finale |
|  |                   |                  |             |           |                           |                           |  |  |        |        |
|  |                   |                  |             |           |                           |                           |  |  |        |        |
|  |                   |                  |             |           |                           |                           |  |  |        |        |
|  | Hapoel Holon      | 77               |             |           |                           |                           |  |  |        |        |
|  | Hapoel Holon      | 77               |             |           |                           |                           |  |  |        |        |
|  | S.P. Burgos       | 86               |             |           |                           |                           |  |  |        |        |
|  | S.P. Burgos       | 86               | S.P. Burgos | 81        |                           |                           |  |  |        |        |
|  |                   |                  | S.P. Burgos | 81        |                           |                           |  |  |        |        |
|  |                   | Strasburgo       | 70          |           |                           |                           |  |  |        |        |
|  | Canarias Tenerife | Strasburgo       | 70          | 86        |                           |                           |  |  |        |        |
|  | Canarias Tenerife |                  |             | 86        |                           |                           |  |  |        |        |
|  | Strasburgo        | 88               |             |           |                           |                           |  |  |        |        |
|  | Strasburgo        | 88               | S.P. Burgos | 64        |                           |                           |  |  |        |        |
|  |                   |                  | S.P. Burgos | 64        |                           |                           |  |  |        |        |
|  |                   | Karşıyaka        | 59          |           |                           |                           |  |  |        |        |
|  | Nižnij Novgorod   | Karşıyaka        | 59          | 78        |                           |                           |  |  |        |        |
|  | Nižnij Novgorod   |                  |             | 78        |                           |                           |  |  |        |        |
|  | Saragozza         | 86               |             |           |                           |                           |  |  |        |        |
|  | Saragozza         | 86               | Saragozza   | 79        | Finale per il terzo posto | Finale per il terzo posto |  |  |        |        |
|  |                   |                  | Saragozza   | 79        | Finale per il terzo posto | Finale per il terzo posto |  |  |        |        |
|  |                   | Karşıyaka        | 84          |           |                           |                           |  |  |        |        |
|  | Nymburk           | Karşıyaka        | 84          | 73        | Strasburgo                | 77                        |  |  |        |        |
|  | Nymburk           |                  |             | 73        | Strasburgo                | 77                        |  |  |        |        |
|  | Karşıyaka         | 84               |             | Saragozza | 89                        |                           |  |  |        |        |
|  | Karşıyaka         | 84               |             |           | 89                        |                           |  |  |        |        |
|  |                   |                  |             |           |                           |                           |  |  |        |        |
|  |                   |                  |             |           |                           |                           |  |  |        |        |

### Finali

#### Finale 3º/4º posto
| Arbitri: | Manuel Mazzoni Wojciech Liszka Yener Yılmaz |

|               |            |             |
| Ennis 24      | Punti      | 22 Colson   |
| Ennis 9       | Assist     | 10 Maille   |
| Barreiro 7    | Rimbalzi   | 5 Morin     |
| Luis Casimiro | Allenatori | Lassi Tuovi |

| Quintetto titolare | Quintetto titolare | Quintetto titolare | Pt   | Rim  | Ass  |
| ------------------ | ------------------ | ------------------ | ---- | ---- | ---- |
| A                  | 8                  | Elias Harris       | 10   | 1    | 4    |
| AP                 | 9                  | Nicolás Brussino   | 10   | 4    | 1    |
| P                  | 21                 | Rodrigo San Miguel | 6    | 1    | 8    |
| AC                 | 24                 | Jacob Wiley        | 10   | 6    | 1    |
| P                  | 31                 | Dylan Ennis        | 24   | 5    | 9    |
| Panchina:          |                    |                    |      |      |      |
| G                  | 0                  | Rasheed Sulaimon   | 5    | 3    | 1    |
| A                  | 7                  | Jonathan Barreiro  | 16   | 7    | 1    |
| C                  | 10                 | Jaime Fernández    | n.e. | n.e. | n.e. |
| G                  | 11                 | Aleix Font         | n.e. | n.e. | n.e. |
| A                  | 12                 | Robin Benzing      | 4    | 4    | 0    |
| C                  | 32                 | Tryggvi Hlinason   | 4    | 2    | 1    |
| P                  | 44                 | Javier García      | 0    | 0    | 0    |
| Allenatore:        |                    |                    |      |      |      |
| Luis Casimiro      |                    |                    |      |      |      |

| Casademont Zaragoza |  | SIG Strasbourg |

| Saragozza     | Statistiche        | Strasburgo    |
| ------------- | ------------------ | ------------- |
|               | Statistiche        |               |
| 25/40 (62.5%) | Tiro da 2          | 19/39 (48.7%) |
| 7/20 (35.%)   | Tiro da 3          | 8/22 (36.4%)  |
| 18/23 (78.3%) | Tiri liberi        | 15/21 (71.4%) |
| 12            | Rimbalzi offensivi | 12            |
| 25            | Rimbalzi difensivi | 18            |
| 37            | Rimbalzi totali    | 30            |
| 26            | Assist             | 25            |
| 11            | Palle perse        | 11            |
| 3             | Palle rubate       | 5             |
| 3             | Stoppate           | 0             |
| 21            | Falli              | 27            |

| Quintetto titolare | Quintetto titolare | Quintetto titolare   | Pt   | Rim  | Ass  |
| ------------------ | ------------------ | -------------------- | ---- | ---- | ---- |
| GA                 | 17                 | Jaromír Bohačík      | 17   | 4    | 2    |
| P                  | 23                 | Jean-Baptiste Maille | 3    | 4    | 10   |
| AG                 | 24                 | Ish Wainright        | 7    | 4    | 3    |
| AC                 | 25                 | Yannis Morin         | 8    | 5    | 2    |
| A                  | 50                 | Bonzie Colson        | 22   | 4    | 3    |
| Panchina:          |                    |                      |      |      |      |
| A                  | 4                  | Léopold Cavalière    | 3    | 2    | 1    |
| AC                 | 5                  | Ike Udanoh           | 5    | 3    | 0    |
| PG                 | 8                  | DeAndre Lansdowne    | 12   | 1    | 4    |
| P                  | 16                 | Jayson Tchicamboud   | 0    | 0    | 0    |
| AG                 | 18                 | Clément Frisch       | n.e. | n.e. | n.e. |
| P                  | 19                 | Lucas Beaufort       | n.e. | n.e. | n.e. |
| Allenatore:        |                    |                      |      |      |      |
| Lassi Tuovi        |                    |                      |      |      |      |

#### Finale
| Arbitri: | Eddie Viator Ademir Zurapović Yohan Rosso |

|             |            |                |
| M'Baye 17   | Punti      | 15 Benite      |
| Henry 5     | Assist     | 4 Renfore      |
| M'Baye 8    | Rimbalzi   | 8 Kravić       |
| Ufuk Sarıca | Allenatori | Joan Peñarroya |

| Quintetto titolare | Quintetto titolare | Quintetto titolare | Pt   | Rim  | Ass  |
| ------------------ | ------------------ | ------------------ | ---- | ---- | ---- |
| AC                 | 2                  | Raymar Morgan      | 13   | 6    | 1    |
| GA                 | 17                 | D.J. Kennedy       | 5    | 4    | 1    |
| P                  | 21                 | Tony Taylor        | 8    | 2    | 4    |
| P                  | 22                 | Sek Henry          | 1    | 4    | 5    |
| AG                 | 24                 | Amath M'Baye       | 17   | 8    | 1    |
| Panchina:          |                    |                    |      |      |      |
| AP                 | 1                  | Metecan Birsen     | 10   | 6    | 0    |
| P                  | 5                  | Arca Tülüoğlu      | n.e. | n.e. | n.e. |
| C                  | 7                  | Mahir Agva         | 2    | 3    | 1    |
| C                  | 9                  | Semih Erden        | 1    | 0    | 0    |
| G                  | 10                 | Onuralp Bitim      | 2    | 0    | 0    |
| P                  | 39                 | Yunus Sonsırma     | 0    | 0    | 0    |
| AG                 | 64                 | Nusret Yıldırım    | n.e. | n.e. | n.e. |
| Allenatore:        |                    |                    |      |      |      |
| Ufuk Sarıca        |                    |                    |      |      |      |

| Pinar Karşıyaka |  | Hereda San Pablo Burgos |

| Karşıyaka     | Statistiche        | San Pablo Burgos |
| ------------- | ------------------ | ---------------- |
|               | Statistiche        |                  |
| 17/42 (40.5%) | Tiro da 2          | 15/34 (44.1%)    |
| 5/19 (26.3%)  | Tiro da 3          | 6/26 (23.1%)     |
| 10/16 (62.5%) | Tiri liberi        | 16/22 (72.7%)    |
| 10            | Rimbalzi offensivi | 13               |
| 28            | Rimbalzi difensivi | 31               |
| 38            | Rimbalzi totali    | 44               |
| 13            | Assist             | 12               |
| 9             | Palle perse        | 12               |
| 3             | Palle rubate       | 2                |
| 2             | Stoppate           | 2                |
| 21            | Falli              | 22               |

| Vincitrice Basketball Champions League 2020-2021 |
| ------------------------------------------------ |
| S.P. Burgos 2º titolo                            |

| Quintetto titolare | Quintetto titolare | Quintetto titolare | Pt | Rim | Ass |
| ------------------ | ------------------ | ------------------ | -- | --- | --- |
| C                  | 1                  | Dejan Kravić       | 8  | 8   | 0   |
| G                  | 8                  | Vítor Alves Benite | 15 | 2   | 2   |
| AG                 | 14                 | Jasiel Rivero      | 9  | 5   | 1   |
| AP                 | 22                 | Xavi Rabaseda      | 0  | 5   | 1   |
| P                  | 32                 | Alex Renfroe       | 14 | 6   | 4   |
| Panchina:          |                    |                    |    |     |     |
| AG                 | 7                  | Maksim Salaš       | 0  | 0   | 0   |
| GA                 | 9                  | Álex Barrera       | 0  | 1   | 0   |
| AP                 | 11                 | Miquel Salvó       | 5  | 3   | 0   |
| G                  | 12                 | Thaddus McFadden   | 5  | 0   | 1   |
| C                  | 18                 | Jordan Sakho       | 0  | 2   | 0   |
| P                  | 20                 | Omar Cook          | 3  | 1   | 2   |
| A                  | 30                 | Ken Horton         | 5  | 2   | 1   |
| Allenatore:        |                    |                    |    |     |     |
| Joan Peñarroya     |                    |                    |    |     |     |

## Premi

### MVP del mese
| Mese     | Giocatore      | Squadra   | Note   |
| -------- | -------------- | --------- | ------ |
| Ottobre  | Steven Gray    | Peristeri | [ 8 ]  |
| Novembre | Yanick Moreira | AEK Atene | [ 9 ]  |
| Dicembre | Kyle Allman    | VEF Rīga  | [ 10 ] |
| 2021     |                |           |        |
| Gennaio  | Raymar Morgan  | Karşıyaka | [ 11 ] |

### Quintetti ideali
- Basketball Champions League Star Lineup:
  -  Kasey Shepherd (  Nižnij Novgorod )
  -  C.J. Harris (  Hapoel Holon )
  -  Bonzie Colson (  Strasburgo )
  -  Raymar Morgan (  Karşıyaka )
  -  Giorgi Shermadini (  Canarias Tenerife )
- Basketball Champions League Second Best Team:
  -  Dylan Ennis  (  Saragozza )
  -  Darius Thompson (  N.B. Brindisi )
  -  Omar Prewitt (  Nymburk )
  -  Michale Kyser (  VEF Rīga )
  -  Jasiel Rivero (  S.P. Burgos )

### Riconoscimenti individuali
- Basketball Champions League MVP:  Bonzie Colson,  Strasburgo
- Basketball Champions League Final Four MVP:  Vítor Benite,  S.P. Burgos
- Basketball Champions League Best Young Player:  Yoan Makoundou,  Cholet
- Basketball Champions League Best Coach:  Zoran Lukić,  Nižnij Novgorod